# New Cambria (Kansas)
New Cambria és una població dels Estats Units a l'estat de Kansas. Segons el cens del 2000 tenia 150 habitants.

## Demografia
Segons el cens del 2000, New Cambria tenia 150 habitants, 57 habitatges, i 44 famílies. La densitat de població era de 579,2 habitants/km².
Dels 57 habitatges en un 36,8% hi vivien nens de menys de 18 anys, en un 59,6% hi vivien parelles casades, en un 12,3% dones solteres, i en un 21,1% no eren unitats familiars. En el 15,8% dels habitatges hi vivien persones soles l'1,8% de les quals corresponia a persones de 65 anys o més que vivien soles. El nombre mitjà de persones vivint en cada habitatge era de 2,63 i el nombre mitjà de persones que vivien en cada família era de 2,89.
Per edats la població es repartia de la següent manera: un 27,3% tenia menys de 18 anys, un 7,3% entre 18 i 24, un 33,3% entre 25 i 44, un 22,7% de 45 a 60 i un 9,3% 65 anys o més.
L'edat mediana era de 36 anys. Per cada 100 dones de 18 o més anys hi havia 113,7 homes.
La renda mediana per habitatge era de 36.607 $ i la renda mediana per família de 40.500 $. Els homes tenien una renda mediana de 30.250 $ mentre que les dones 23.125 $. La renda per capita de la població era de 15.218 $. Entorn del 2% de les famílies i el 5,5% de la població estaven per davall del llindar de pobresa.

## Poblacions més properes
El següent diagrama mostra les poblacions més properes.